# Reginald Innes Pocock
Reginald Innes Pocock F.R.S. (Clifton, 4 de marzo de 1863 - Londres, 9 de agosto de 1947) fue un zoólogo inglés.

## Biografía
Nació en Clifton, Bristol, y es el cuarto hijo del Rev. Nicholas Pocock y Edith Prichard. Comenzó a sentir interés en la historia natural en St. Edward's School, Oxford. Recibió clases de zoología de Edward Bagnall Poulton, y le fue permitido estudiar anatomía comparada en el Oxford Museum. Estudió biología y geología en University College, Bristol, siendo aleccionado por Conwy Lloyd Morgan y por William Johnson Sollas. En 1885 ejerció de asistente en el Museo de Historia Natural de Londres, trabajando en la sección de Entomología durante un año. Se hizo cargo de las colecciones de arácnidos y de miriápodos. También se encargó de organizar las colecciones de pájaros británicos, desarrollando un interés en la ornitología. Los 200 artículos que publicó en los dieciocho años que trabajó en el museo, pronto le sirvieron para convertirse en una autoridad respetada en arácnidos y miriápodos.
En 1904 abandonó el museo para trabajar de superintendente del Zoológico de Londres, cargo que mantuvo hasta su jubilación en 1923. A partir de entonces fue investigador voluntario en el Museo Británico, en el departamento de mamíferos.
En 1912 describió el Leopón en una carta a The Field, basándose en los análisis de una piel que W. S. Millard, secretario del Bombay Natural History Society, le envió.

## Obra

### Algunas publicaciones
- Catalogue of the genus Felis. Londres 1951 p. m.
- Mammalia. Taylor & Francis, Londres 1939–41.
- Arachnida. Taylor & Francis, Londres 1900.
- The highest Andes. Methuen, Londres 1899.
- Natural history. Appleton, New York 1897.
- Through unknown African countries. Arnold, Londres 1897.
- Chilopoda, Symphala and Diplopoda from the Malay Archipelago. 1894.
- Report upon the julidae, chordeumidae and polyzonidae. Gênes 1893.
- Reginald Innes Pocock (1893). «On some points in the morphology of the Arachnida (s.s) with notes on the classification of the group». Annals and Magazine of Natural History. 6 (en inglés) 11: 1-19.
- Description of a New Species of polydesmus from Liguria. Gênes 1891.
- Report on the oniscomorpha. Gênes 1891.
- Report upon the chilopoda. Gênes 1891.
- Contributions to our knowledge of the chilopoda of Liguria. Gênes 1890.
- Three New Species of zephronia from the oriental region. Gênes 1890.

### Algunas especies descritas
- Carcinoscorpius Pocock, 1902 - Limule
- Civettictis Pocock, 1915
- Naemorhedus baileyi Pocock, 1914
- Panthera tigris sumatrae Pocock, 1929 -- Tigre de Sumatra

## Abreviatura (zoología)
La abreviatura Pocock  se emplea para indicar a Reginald Innes Pocock como autoridad en la descripción y taxonomía en zoología.